# Eckhard Herrmann

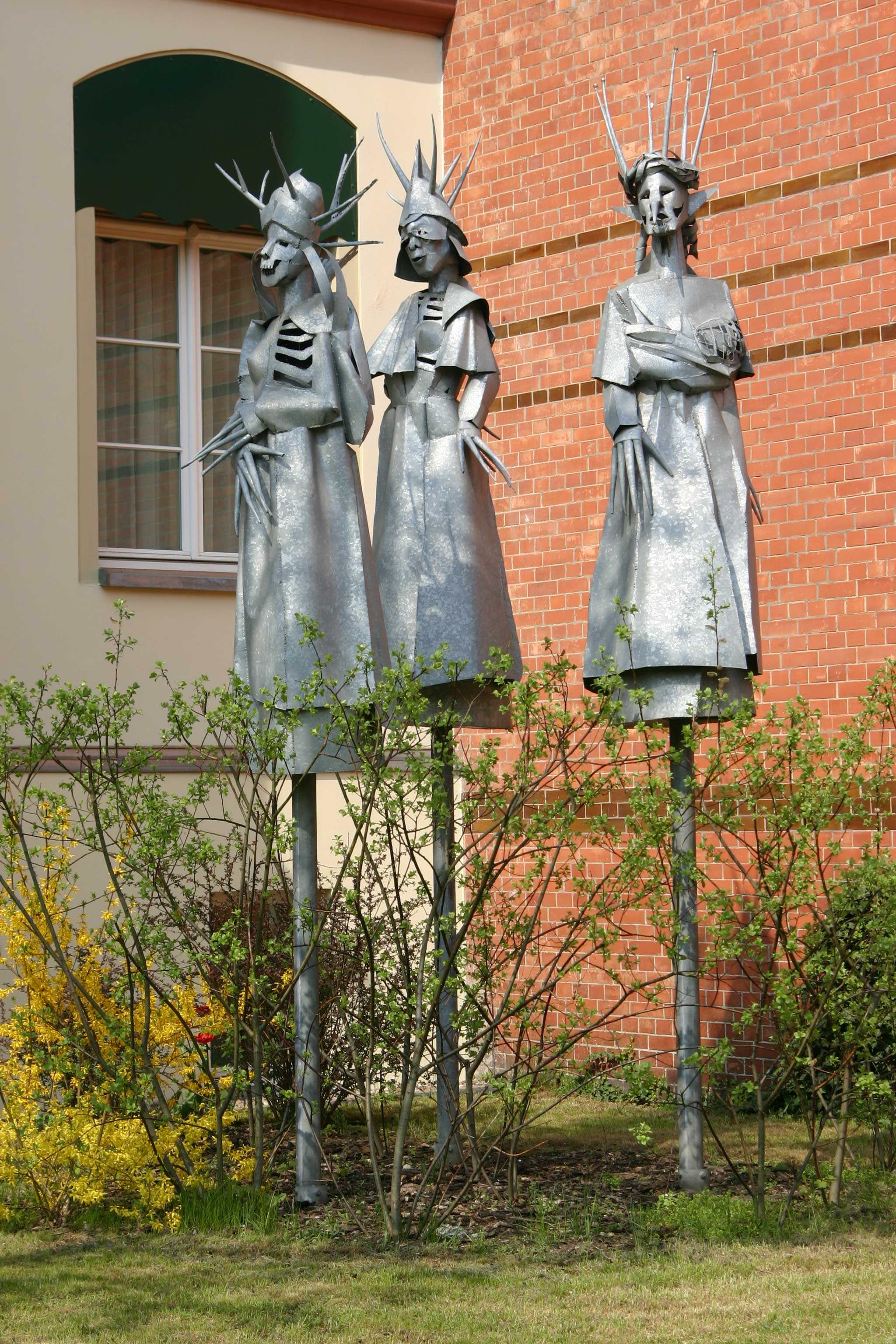
Sculptures à Eberswalde

Eckhard Herrmann (né en 1949 à Finowfurt, commune de Schorfheide) est un sculpteur et orfèvre allemand.

## Biographie
Mécanicien de formation, il apprend de 1969 à 1974 le moulage des métaux à l’Institut des Arts plastiques du Château de Giebichenstein, à Halle, et en sort diplômé. En 1974, il ouvre son atelier à Eberswalde dans les jardins familiaux et où plusieurs de ses œuvres sont exposées.
Il fait principalement des sculptures et des peintures en relief à partir de matériaux comme le cuivre, le laiton, l'acier, l'aluminium, la pierre naturelle et de l'émail.
On peut en trouver ailleurs dans le Brandebourg, à Nauen, Birkenwerder, Francfort-sur-l'Oder, Eisenhüttenstadt.
Il est l'auteur d'une réplique du trésor d'Eberswalde.